# Madantispa minuta
Madantispa minuta är en insektsart som beskrevs av Eduard Handschin 1963. Madantispa minuta ingår i släktet Madantispa och familjen fångsländor. Inga underarter finns listade i Catalogue of Life.